# Sergio Zanni
Sergio Zanni (Ferrara, 22 maggio 1942) è uno scultore e pittore italiano.

## Biografia
Dopo il diploma all'istituto d'arte "Dosso Dossi" di Ferrara, frequenta l'Accademia di Belle Arti di Bologna. All'attività artistica affianca fino al 1995 l'insegnamento allo stesso istituto d'arte "Dosso Dossi".
Ha utilizzato per le sue sculture la terracotta per passare in seguito a materiali più leggeri per opere di grandi dimensioni.
Vittorio Sgarbi lo ha definito un "surrealista padano". 
Nel 2022 l'artista ha donato al comune di Ferrara una sua opera dal titolo foto di gruppo che è ora esposta nel salone d'onore del municipio. 
Lo stesso scultore definisce in questo modo il suo percorso artistico:“Il mio mestiere mi permette viaggi continui alla scoperta di terre sconosciute. Queste terre si sono materializzate in una miriade di personaggi: eremiti, signori della pioggia, assassini, monumenti ai caduti, diavoli, custodi delle pianure, zingare, osservatori, camminatori. Palombari, attendisti, figure senza davanti, piloti, cacciatori di nuvole, oblomov, fumatori, pittori di guerra, angeli misteriosi,canti delle sirene eccetera, fino agli ultimi lavori, equilibristi, Ulisse e altri viandanti. Verso la fine del XX secolo mi sono posto il problema di realizzare lavori di grandi dimensioni: l'amata terracotta è purtroppo pesante e fragile. In un certo senso sono stato obbligato a sperimentare materiali più pratici e molto meno nobili della terra. Ha quindi avuto inizio in quest'ultima fase l'esperienza con il polistirolo ricoperto con criptonite e iron ball (materiali molto recenti da scenografia), vetroresina, tondino di ferro e assemblaggi sempre con oggetti di ferro. Da questi materiali sono nati i miei lavori più grandi: i kamikaze, il carro dei vincitori, la foto di gruppo con i sei piloti bianchi, il grande viandante"

## Mostre personali e collettive
- 1973 - Centro attività visive, palazzo dei Diamanti, Ferrara
- 1976 - Galleria Intermidia, Ferrara
- 1978 - Chiesa di Santa Lucia, Bologna
- 1979 - Accademia dei Concordi, Rovigo
- 1980 - Artaga, galleria comunale, Faenza
- 1981 - Aletheia - Lethe immaginale pagano, mostra itinerante, Palazzo dei Diamanti, Ferrara; Palazzo Alberini, Forlì; Loggetta Lombardesca, Ravenna
- 1983 - Galleria Zarathustra, Milano
- 1984 - Galleria Tommaseo, Trieste; Galleria l'Officina, Trieste; Galleria Cristina Busi, Chiavari; Galleria Minima, Reggio Emilia; La persistenza del mito nella pittura e scultura degli anni '80, Centro comunale di cultura, Valenza; Tridimensionale, Termoli; IV Rassegna internazionale della ceramica, Caltagirone
- 1985 - Biennale di Milano
- 1986 - Galleria Rossana Ferri, Modena; Teatro et Mitologie, Philippe Giumiot Art Gallery, Bruxelles
- 1987 - Santa Maria delle Croci, Ravenna
- 1988 - Galleria Il Bulino, Modena
- 1989 - Galleria Il Girasole, Legnago
- 1991 - Galleria Tommaseo, Trieste
- 1992 - Sala Benvenuto da Garofalo, Palazzo dei Diamanti, Ferrara
- 1993 - Galleria San Carlo, Milano; Galleria Rosso Tiziano, Piacenza; Galleria Modula Arte, Parma
- 1995 - Circolo degli artisti, Faenza; La pittura e la scultura fantastica e visionaria, Centro culturale di esposizione e comunicazione "Le Zitelle", Venezia; Biennale del Bronzetto, Padova; Galleria Stadmaeuer, Villach, (Austria)
- 1996 - Galleria San Carlo, Milano; Galleria Palazzo Vecchio, 2, Firenze; Omaggio a Sergio Zanni: Terra plasmata, Fiera artigiana, Firenze; XXII Premio Sulmuna, Sulmuna; Monumentalmente vostro, Villa Pacchiani, Santa Croce sull'Arno; Migrazioni spirituali mediterranee, Bettona; 25 anni di scultura in Europa: le opere della Fonderia Venturi arte, Delizia Estense del Verginese, Portomaggiore; Le forme del fuoco: 100 sculture in Montenapoleone, Milano; Galleria Rosso Tiziano, Piacenza
- 1997 - Galleria Modula Arte, Parma; XXXVIII Mostra della ceramica, Castellamonte; Omaggio a Morandi, Grizzana Morandi; Ancora è calda l'erba sui miei prati, Galleria Forni, Milano
- 1998 - Continuità dell'immagine, Galleria Davico, Torino
- 1999 - Galleria Davico, Torino; Galleria Forni, Bologna
- 2000 - Arte fiera, Bologna
- 2002 - Galleria Cristina Busi, Chiavari
- 2003 - Workshop, Oligo-Miocene shallow water carbonates: biogenic components and facies, Università di Ferrara
- 2005 - Etroubles, Museo a cielo aperto
- 2006 - Galleria Forni, Bologna, Di Ulisse e d'altri viandanti; Visionari Primitivi Eccentrici, Galleria Civica di Palazzo Loffredo, Potenza
- 2007 - Equilibri di viaggio, Balocco Art Hotel, Porto Cervo, Arzachena; Difformi forme, Galleria Marchesi, Ferrara; Biennale del Muro Dipinto 2007, Rocca Sforzesca - Pinacoteca, Dozza; Copulamundi, C.ETRA, Castel Bolognese
- 2008 - Sergio Zanni - Viaggiatori, viandanti ed equilibristi, Cà Cornera, Porto Viro; Sebastiano tra sacro e profano, Monica Benini Arte, Ferrara; Anch'io Pinocchio, Galleria del Carbone, Ferrara
- 2009 - Il cielo alla rovescia, Galleria del Carbone, Ferrara; Arte per Emergency, Galleria del Carbone, Ferrara; Sergio Zanni - L'Auriga, il Nichilista e il Viandante, Galleria del Carbone, Ferrara; Generazioni, Istituto d'Arte “Dosso Dossi”, Palazzo Cavalieri, Ferrara; Tredicesima ora. 12 + 1 Interpretazioni sul tempo, Laboratorio di Ingegneria e Architettura Marchingegno
- 2010 - Il cielo alla rovescia. Il cielo in una scatola. Omaggio a Galileo, Casa di Virginio Ariosto, Bondeno; Puerto Sebastian: Il mito di San Sebastiano nell'arte contemporanea, Museo Parmeggiani, Cento; Sergio Zanni - Sculture e disegni, Galleria Cristina Busi, Chiavari; Gallerie al Museo, MIC Museo Internazionale delle Ceramiche, Faenza
- 2011 - 54º Biennale di Venezia, Padiglione Italia, Venezia; Progetto Scultura 2011, Castel Sismondo, Rimini; In Illo Tempore/Daniela Carletti, Castello della Rocca, Cento (Ferrara)
- 2012 - Illustrissimo Pinocchio - Immagini ferraresi, Portomaggiore (Ferrara); ...e come esuli pensieri..., Galleria del Carbone (Ferrara); Metamorfosi, Maurizio Bonora, Gianni Guidi, Sergio Zanni, Galleria del Carbone (Ferrara); Das Szenische in der Bildenden Kunst (Rolf Escher, Sergio Zanni, Viktor Müllerstaedt), Georgia Berlin Galerie (Berlino); Omaggio a Michelangelo Antonioni dagli amici della Galleria del Carbone, Galleria del Carbone (Ferrara)
- 2013 - Biennale Internazionale di Scultura, Castello di Racconigi; I cercatori dell'immutabile, Spazio Rosso Tiziano (Piacenza)
- 2014 - Künstler aus Ferrara, Italien, Kreis Galerie (Norimberga); Custodi di un tempo, MAGI'900 Museo delle eccellenze artistiche e storiche, Pieve di Cento
- 2015 - Scultura/Mosaico, EXPO 2015, EatItaly, Milano; Acqua, farina, lievito... pane, Galleria Il Ponte, Pieve di Cento
- 2016 - Pellegrini, viaggiatori, viandanti, Museo e Oratorio di Santa Maria della Vita, Bologna
- 2016 - Pellegrini, viaggiatori, viandanti, Galleria Gagliardi Arte Contemporanea, San Gimignano
- 2021 - Sergio Zanni. Volumi narranti, Padiglione di Arte Contemporanea, Ferrara
- 2023 - Nell’ambito del festival Le Printemps Italien, promosso dell’Assemblea legislativa per il gemellaggio tra l’Emilia-Romagna e la regione francese Nouvelle Aquitaine, Zanni espone a Bordeaux (4ª edizione; 18 marzo-2 aprile 2023)[4].